# Криворожское
Криворожское (укр. Криворізьке) — село,
Павловский сельский совет,
Васильковский район,
Днепропетровская область,
Украина.
Код КОАТУУ — 1220787706. Население по переписи 2001 года составляло 54 человека.

## Географическое положение
Село Криворожское находится на расстоянии в 0,5 км от села Каплистовка и в 1,5 км от села Берестовое (Новониколаевский район) Запорожской области.